# 吉村華泉
𠮷村華泉（よしむら かせん、1928年2月26日 - 2015年1月18日）は、いけばなの流派龍生派の三代目家元。日本いけばな芸術協会理事長・いけばな協会理事長それぞれの任を経て、晩年まで両協会の相談役をつとめた。
「植物の貌（かお）」を流派のいけばなの方法論として提示。枝や花の表情を画一的に捉えるのでなく、手にした一本の枝、花の個々の表情を捉えて、作者の感性によって表現することを提唱し、流派のカリキュラムの基幹とした。

## 経歴
- 1928年 - 東京生まれ
- 1944年 - 二代目家元吉村華丘死去をうけ、龍生派三代目家元に就任。
- 1952年 - NHKの試験放送において『生花のこころ』出演
- 1967年 - モントリオール万博日本館において、吉村京子、吉村隆とともに作品展示及びデモンストレーション
- 1978年 - イケバナ・インターナショナル　オーストラリア・ニュージーランド地区大会にてデモンストレーション
- 1982年 - イケバナ・インターナショナル　北米大会にてデモンストレーション
- 1986年 - 来日したダイアナ英国妃にいけばなデモンストレーション披露（赤坂迎賓館和風別館）
- 1989年 - 日本いけばな芸術協会　理事長就任
- 2001年 - 日本いけばな芸術協会　相談役就任
- 2015年1月18日 - 死去[1]。86歳没。

## 展覧会
- 1949年「文部大臣招待日本花道展」出品
- 1950年「名流いけばな展」（渋谷・東横デパート）出品
- 1958年「東京都美術展」（東京都美術館）に「鉄線の思考」出品
- 1958年「現代いけばな代表作家展」（伊勢丹）出品
- 1964年「五流新世代いけばなの未来像展」（銀座松屋）出品
- 1979年個展「透明光体‐桜」（上野松坂屋）
- 1980年「日本いけばな10人展」出品
- 1988年「伝承生花　かたとかたち」(日本橋高島屋)出品
- 1989年「原生花艶展」（日本橋高島屋）吉村華泉、吉村京子、吉村隆による三人展

他。日本いけばな芸術展、いけばな協会展などにも継続して出品している。

## 著書
- 1958年『吉村華泉作品集』（社団法人龍生華道会刊）
- 1962年『いけばなグラフィック龍生派』（主婦の友社刊）
- 1966年『吉村華泉生花容導集』（社団法人龍生華道会刊）
- 1970年『龍生派の生花と立華』（講談社刊）
- 1972年『いけばな全書 龍生派』（小学館刊)
- 1977年作品集『華泉の花』（主婦の友社刊）
- 1979年『華泉生花容導集』（社団法人龍生華道会刊）
- 1981年『植物の貌』（主婦の友社刊）
- 1982年『龍生派の生花と立華』（改定新版）（講談社刊）
- 1987年『鼎』（吉村華泉・吉村隆・吉村京子作品集）（主婦の友社刊）
- 1995年『龍生派の古典華』（講談社刊）ISBN 978-4061319240
- 1997年『植物の貌　新世紀』（主婦の友社刊）ISBN 978-4072160657
- 2005年『龍生派古典華　生花　“水もの”』（社団法人龍生華道会刊）